# Moviment de la Reunió Siríaca Independent
El Moviment de la Reunió Siríaca Independent (Syriac Independent Gathering Movement SIGM) inicialment conegut com a Moviment de l'Assemblea Independent Siríaca (Independent Syriac Movement Assembly ISMA), i alternativament com Moviment Unificat Siríac Independent (SIUM) és una organització política cristiana de l'Iraq. El seu líder principal fou Yeshoh Majid Hedaya.
El partit va participar en les eleccions de governacions i constituents de l'Iraq del gener del 2005 en la Coalició Democràtica de Beth-Nahrin sense obtenir representació a cap de les dues (encara que dos cristians foren elegits, un en la llista del Zowaa i l'altra en la llista unida kurda. A les regionals del 2005, com tots els partits, va donar suport a la llista de l'Aliança Democràtica Patriòtica del Kurdistan. A les eleccions parlamentàries del desembre del 2005 a l'Iraq va anar a la Llista Nacional Nahrain però no va aconseguir representació.
Hedaya va presentar al govern de Bagdad una petició d'autonomia el 31 d'octubre de 2006 conforme a l'article 121 de la constitució iraquiana, i fou assassinat a Bagdad el 23 de novembre de 2006 pels kurds contraris a aquesta autonomia; els quatre districtes assiris podrien gaudir d'autogovern sota la llei iraquiana però el Partit Democràtic del Kurdistan voldria incloure els districtes dins el Kurdistan Iraquià.
A les eleccions de governacions del 2009 va anar a la llista Patriòtica Ishtar i mercès a la fama d'Hedaya, el primer a demanar autonomia pels cristians, va aconseguir ser la llista més votada a Niniveh i obtenir el representant cristià, en la persona de Saad Tanios Jaji, tot i no ser considerat el partit més important.
No apareix a les eleccions regionals del Kurdistan el 25 de juliol de 2009 ni a les legislatives iraquianes del març de 2010.